# Berwick, Pennsylvania
Berwick är ett borough i Columbia County i delstaten Pennsylvania i USA. Vid 2010 års folkräkning hade Berwick 10 477 invånare.